# Przybysławice (gmina Skała)
Przybysławice – wieś w Polsce położona w województwie małopolskim, w powiecie krakowskim, w gminie Skała.
| SIMC    | Nazwa          | Rodzaj    |
| ------- | -------------- | --------- |
| 0334505 | Doły           | część wsi |
| 0334497 | Do Marcina     | część wsi |
| 0334511 | Lubawka        | część wsi |
| 0334528 | Łazy           | część wsi |
| 0334534 | Pod Boruszanką | część wsi |

W latach 1975–1998 miejscowość należała administracyjnie do województwa krakowskiego.